# Omen (Antestor)
Omen è un album in studio del gruppo christian-extreme metal norvegese Antestor, pubblicato il 16 novembre 2012.

## Tracce
1. Treacherous Domain – 5:32
2. Unchained – 3:56
3. In Solitude – 4:33
4. The Kindling – 5:25
5. Remnants – 6:00
6. All Towers Must Fall – 6:47
7. Torn Apart – 4:18
8. Tilflukt – 3:42
9. Benighted – 4:51
10. Mørket's Grøde – 5:59

## Formazione

### Gruppo
- Lars Stokstad – chitarre, cori
- Thor Georg Buer – basso, chitarre
- Erik Normann Aanonsen – basso, chitarre
- Nickolas Main Henriksen – tastiera
- Robert Bordevik – chitarre, cori
- Jo Henning Børven – batteria
- Ronny Hansen – voce

### Ospiti
- Jo Einar Sterten Jansen – violino Hardanger
- Morten Sigmund Magerøy – voce in Benighted